# 飛機欖

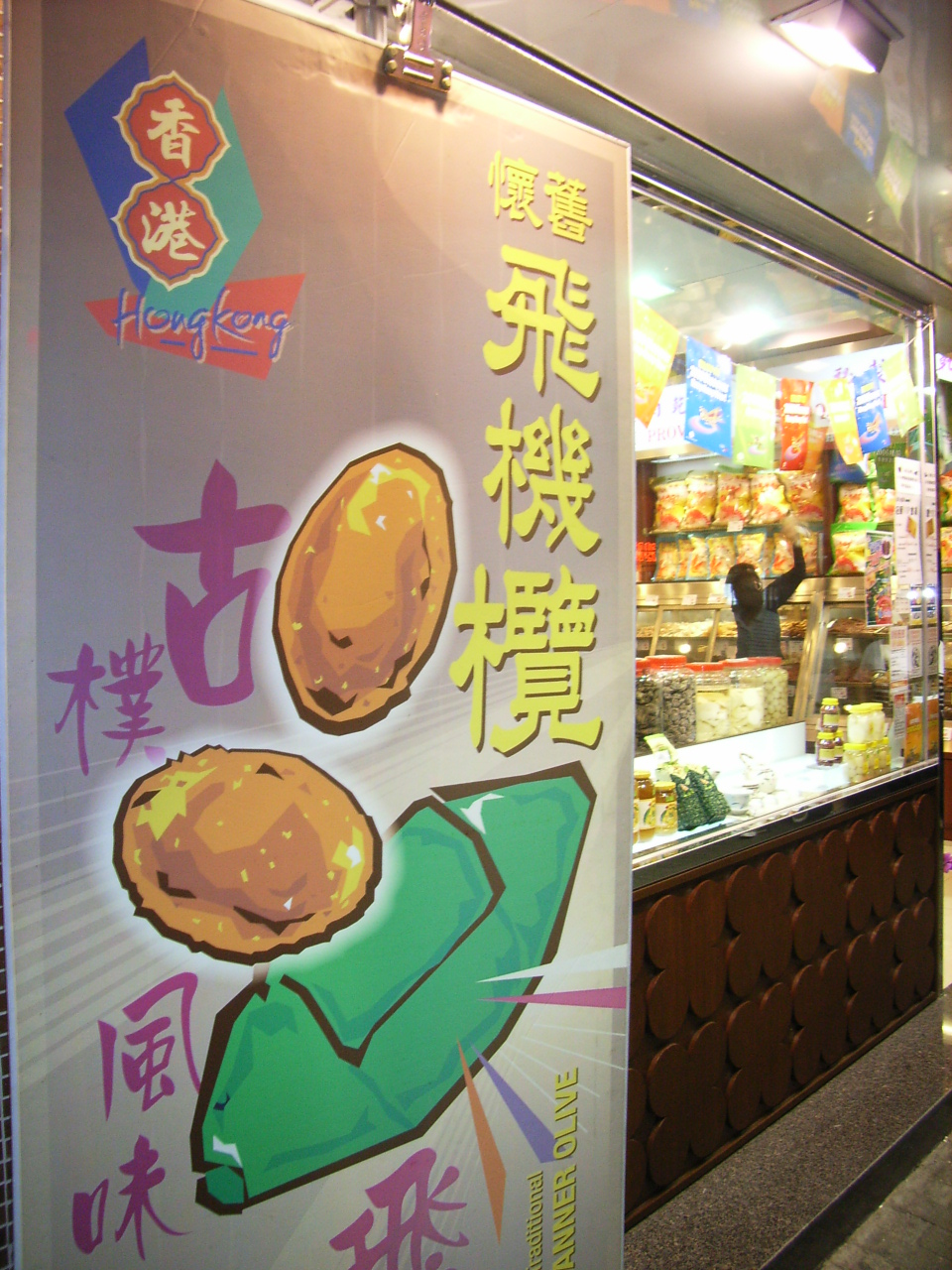
現在的飛機欖不再以「掟錢落街、拋欖上樓」方式售賣了

甘草欖又稱飛機欖（英語：Aeroplane Olive），最先出現於廣州，之後來到香港。是把橄欖用鹽及甘草等藥材醃製而成，甘草味濃，酸中帶甜，不容易變壞。在1950年代至1970年代，甘草欖的流動小販斜背著欖型的容器，在民居街上沿途賣。因當時的唐樓高度有限，只得數層，買家從陽台扔錢給街上的小販，之后小販則扔給買家甘草欖，訓練有素，如放紙飛機，所以有飛機欖的別稱。
在香港，有人稱「飛機欖之父」郭鑒基（1924年-2013年12月9日），在14歲時，從掟石頭取得靈感，與三名友人合夥買入當時流行廣州小食「欖子」，再混入甘草、陳皮、丁香、玉桂、鹽、糖等香料醃製後包裝，以獨創的「掟上樓」的方式銷售。據說他醃製的飛機欖酸中帶甜，亦不易變壞，而且甘草，有止咳、潤喉等功效，頗受街坊歡迎。1970代高峰時期，他每天做2小時就拋約200份（大約10斤）的飛機欖。

## 資料來源
1. ↑  . 蘋果日報. 2011-07-31  [2012-07-26]. （原始内容存档于2013-10-12）. （页面存档备份，存于）
2. ↑  . 商業電台. 2011-08-13  [2012-07-26]. （原始内容存档于2019-07-26）. （页面存档备份，存于）